# Angelika Lukesch
Angelika Lukesch (* 22. März 1958 in Schwandorf) ist eine deutsche Journalistin und Autorin.
Nach einem Studium der Romanistik arbeitet sie seit 1989 als freie Journalistin und Fotografin für Zeitungen und Organisationen im Raum Regensburg sowie für überregionale Presse. Daneben hat sie mehrere Bücher verfasst, darunter Kinderliteratur, ein Sachbuch sowie eine regionale Jugend-Informationsbroschüre. Sie ist verheiratet und hat vier Kinder. Mit ihrem Mann lebt sie in Lappersdorf in der Region Regensburg.

## Publikationen
- Freund oder Feind. Esslinger Verlag, 1993, ISBN 3-215-11158-6.
- Bulli Benders Bla-Bla-Show. Esslinger Verlag, 1994, ISBN 3-215-11434-8.
- Als David zum Regenwurm wurde. Esslinger Verlag, ISBN 3-215-13031-9.
- Leo Leckermaul. Esslinger Verlag, 1995, ISBN 3-215-13088-2.
- Tarzanator im Dschungel der Großstadt. Esslinger Verlag, 1997, ISBN 3-215-11437-2.
- Die Autoschlange. Esslinger Verlag, 1997, ISBN 3-480-20057-5.
- Schlösser schreiben Geschichte. Buch- & Kunstverlag Oberpfalz, 1997, ISBN 3-924350-65-5.
- Artus und Excalibur. Esslinger Verlag, 1997, ISBN 3-215-11857-2.
  - Auch erschienen als Die Sage von König Artus. In: Bausteine 4 / Lesebuch. Verlag Diesterweg, 2010, ISBN 978-3-425-14401-6, S. 108–109.
- Steffi will auch Inline Skates. Ellermann Verlag, 1998, ISBN 3-7707-6395-5.
- Heldenmut und Götterwut: Die schönsten Sagen. Esslinger Verlag, 2012, ISBN 978-3-480-22979-6.
- Voll der Hammer. Landratsamt Regensburg, 2012.